# Robert Kalina
Robert Kalina (Beč, 29. lipnja 1955.) austrijski je dizajner. Za Narodnu banku Austrije izradio je dizajn T 382, pobjednički dizajn na natječaju u 1996. za umjetnost prikazanu na euronovčanicama. Kalinin dizajn odabralo je Vijeće Europskog monetarnog instituta 3. prosinca 1996.
Kalina je također izradio dizajn novčanica azerbajdžanskog manata, aktualnu seriju sirijske funte iz 2010. godine te novčanicu od 200 KM, koja čini najveći apoen bosanskohercegovačke konvertibilne marke.